# Jonathan Bowen
Jonathan P. Bowen, född 1956, är en brittisk datavetare och professor emeritus vid London South Bank University(en), där han ledde Center for Applied Formal Methods. Bowen är också ordförande för Museophile Limited och adjungerad professor vid Southwest University(en) i Chongqing, Kina. Han har varit professor i datavetenskap vid Birmingham City University(en), gästprofessor vid Pratt Institute (New York City), University of Westminster och King's College London, samt gästakademiker vid University College London.

## Uppväxt och utbildning
Bowen föddes i Oxford 1959. Hans far var Humphry Bowen(en). Jonathan Bowen utbildades vid Dragon School(en) och Bryanston School(en), innan han tog studentexamen. Därefter fortsatte han med högre studier vid University College, Oxford (Oxford University) där han fick en masterexamen i ingenjörsvetenskap.

## Karriär
Bowen arbetade senare vid Imperial College i London, Oxford University Computing Laboratory(en), University of Reading och London South Bank University(en). Hans huvudsakliga forskning handlade om formella metoder i allmänhet och Z-notationen i synnerhet. 
Han var ordförande för Z User Group(en) från början av 2000-talet fram till 2011. 2002 valdes Bowen till ordförande för British Computer Society(en) FACS Specialist Group on Formal Aspects of Computing Science. Från 2005 var Bowen en associerad chefredaktör för tidskriften Innovations in Systems and Software Engineering(en). Han var också biträdande redaktör på redaktionen för tidskriften ACM Computing Surveys, som täckte programvaruteknik och formella metoder. Åren 2008–2009 var han associerad på Praxis High Integrity Systems och arbetade på ett stort industriellt projekt med hjälp av Z-notationen.
Bowens andra stora intresse är onlinemuseer. 1994 grundade han Virtual Library museums pages(en) (VLmp), en onlinemuseikatalog som snart antogs av International Council of Museums (ICOM). Kort därefter startade han även Virtual Museum of Computing(en). 2002 grundade han Museophile Limited(en) för att hjälpa museer, särskilt online, till exempel med diskussionsforum. Han har även arbetat inom industrin på Oxford Instruments(en), Marconi Instruments(en), Logica, Silicon Graphics, och Altran Praxis(en).
Bowen valdes 2002 till stipendiat i Royal Society for the stimulering of Arts, Manufactures and Commerce (RSA) och i British Computer Society (BCS) 2004. Han var en Liveryman av Worshipful Company of Information Technologists(en) och är en Freeman i City of London.